# Go Fast
Go Fast è un film del 2008 diretto da Olivier Van Hoofstadt.

## Trama
Marek, ufficiale di polizia giudiziaria, perde il suo collega e amico durante un'operazione contro una rete di trafficanti di droga. Trasferito in un nuovo reparto che si occupa di infiltrazioni, Marek viene addestrato per entrare sotto copertura in un gruppo di narcotrafficanti che importano resina di cannabis dalla Spagna grazie al sistema del Go Fast, vetture che cariche di droga corrono a tutta velocità dalla Spagna alle città francesi. Per Marek sarà l'occasione giusta per cercare vendetta.

## Distribuzione
Il film è stato distribuito da Europa Corp. per il territorio francese a partire dal 1º ottobre del 2008. In Italia il film viene distribuito direttamente per il mercato home video, arrivando in televisione nel marzo 2013 su Rai 4.

## Accoglienza

### Incassi
Il film è stato distribuito in Francia ad ottobre 2008 in 286 cinema, incassando nel primo fine settimana oltre 2.500.000 dollari. Globalmente la pellicola ha incassato oltre 6 milioni di dollari.